# Bataille de Maaten al-Sarra
Conflit tchado-libyen
La bataille de Maaten al-Sarra est un raid mené par le Tchad le 5 septembre 1987, pendant la guerre des Toyota contre la base aérienne libyenne de Maaten al-Sarra, avec l'objectif d'éliminer la menace constituée par la capacité aérienne libyenne, qui avait mis en échec l'attaque tchadienne sur la bande d'Aouzou en août 1987.
Ce premier affrontement du conflit tchado-libyen en territoire libyen  se conclut par un franc succès pour le Tchad. Il fait un nombre élevé de victimes ches les Libyens tandis que les forces tchadiennes enregistrent peu de pertes. La bataille est un élément clé dans la signature du cessez-le-feu définitif signé le 11 septembre 1987 entre les deux pays.

## Contexte
En 1983, les troupes libyennes envahissent le Tchad pour soutenir le Gouvernement d'union nationale de transition (GUNT) en lutte contre le gouvernement tchadien dirigé par Hissène Habré. Les interventions militaires françaises ont limité l’avancée conjointe des Libyens et du GUNT vers le 16e parallèle (appelé ligne rouge), gelant la situation sur le terrain jusqu’en 1986, lorsque le gros des forces du GUNT se retourne contre leurs allié libyen. Habré saisit l’occasion pour inverser la dynamique du conflit et ordonne en décembre à ses troupes d’attaquer les positions libyennes dans le nord du Tchad. À partir de janvier 1987 lors de la bataille de Fada puis avec celles de B'ir Kora et Ouadi Doum, le commandant en chef des Forces armées nationales tchadiennes (FANT), Hassan Djamous, enregistre une série de victoires clés qui contraignent les forces libyennes à se replier sur la bande d'Aouzou.
Ignorant les appels à la retenue de la France, le président Habré adopte une approche offensive face à l'occupation libyenne de la bande d'Aouzou. Ses troupes prennent avec succès la localité d'Aouzou le 8 août, mais en sont repoussées le 28 août, en partie à cause du refus français de fournir une couverture aérienne au Tchad,.

## Attaque
Avant l’assaut final libyen repoussant les troupes tchadiennes de la bande d'Aouzou, Habré ordonne au commandant en chef Hassan Djamous et à la plupart de ses troupes les plus expérimentées de se repositionner en arrière, prévoyant de les mettre au repos dans l'attente d'une nouvelle offensive permettant la reprise de la bande d'Aouzou. Habré, à en juger par le rôle décisif joué par les frappes aériennes libyennes dans le revers d'Aouzou, avait conclu que le plus grand avantage de la Libye était sa capacité à mener des frappes aériennes répétées. Pour éliminer cette menace, il ordonne à Djamous d'effectuer, avec 2 000 soldats, un raid visant à détruire la principale base aérienne libyenne dans le sud de la Libye, Maaten al-Sarra, située à 100 km au nord de la frontière tchado-libyenne. Habré a peut-être été encouragé par une déclaration publique du président français François Mitterrand, le 3 septembre, ce dernier déclarant que la ligne rouge est caduque et que les troupes françaises au Tchad ne seront donc plus liées par elle.
Le Tchad effectue des préparatifs militaires pour ce qui semble être une tentative de reprise d'Aouzou. Au lieu de cela, assistés par les États-Unis, qui ont fourni des renseignements par satellite, les FANT attaquent la base libyenne de Maaten al-Sarra le 5 septembre, prenant par surprise les Libyens, et apparemment les Français également, qui réagissent en refusant de fournir des renseignements ou un soutien logistique,. Les troupes de Djamous prennent soin de progresser dans le cours d'oueds, ne s'exposant ainsi pas, et elles mettent à profit la négligence des patrouilles de protection libyennes, ce qui leur permet de préserver leur effet de surprise. Pour semer la confusion chez les Libyens, des forces du FANT se dirigent d'abord vers le nord et le nord-ouest du territoire libyen, puis bifurquent vers l'est et descendent sur Maaten al-Sarra ; en conséquence, les officiers libyens s'imaginent qu'il s'agit de renforts et tentent de les rejoindre.
Malgré la présence d'une garnison de 2 500 hommes, d'une brigade de chars, d'artillerie et de fortifications étendues, les troupes tchadiennes prennent rapidement le dessus, se rendant maîtres de la base, révélant ainsi clairement l'impréparation de l'armée libyenne. Les pertes tchadiennes sont mineures tandis que la Libye subit des pertes considérables, 1 713 tués, 300 prisonniers et des centaines d'hommes contraints à fuir dans le désert environnant. Les Tchadiens procèdent à la démolition de tout le matériel qu'ils ne peuvent emporter, dont 70 chars, 30 véhicules blindé de transport de troupes, 8 stations radar, un dispositif de brouillage radar, de nombreux SAM et 26 avions, dont 3 MiG-23, 1 Mi-24 et 4 Mirage F.1 ; ils détruisent également les deux pistes d'atterrissage de la base. Puis, roulant tous phares éteints, éclairée par la lune et les étoiles, la colonne FANT se retire le 6 septembre en territoire tchadien. Le gouvernement tchadien déclare que la bataille « doit être écrite en lettres d'or dans le grand livre des victoires ».

## Conséquences
La première réaction de Kadhafi est de rejeter la responsabilité de la défaite sur les Français, dénonçant leur interventionnisme au Tchad. Quelques jours après le raid sur la base de Maaten al-Sarra, deux bombardier Tu-22 libyens sont envoyés, l'un pour attaquer N'Djamena, la capitale tchadienne, et l'autre Abéché, la troisième plus grande ville du pays ; le raid aérien échoue, le Tupolev parti à l'attaque de la capitale est abattu par une batterie Hawk SAM de l'armée française, tandis que le second avion est contraint de se replier en Libye sans avoir largué ses bombes.
Les officiels libyens déclarent publiquement le raid sur Maaten al-Sarra est une « action militaire franco-américaine combinée », ajoutant que la France et les États-Unis sont « derrière l'agression contre la Libye ».
Si les États-Unis ne cachent pas leur satisfaction face à la défaite libyenne, un responsable américain ajoutant que « nous sautons de joie à chaque fois que les Tchadiens frappent les Libyens », la France réagit différemment, le ministre de la Défense André Giraud exprimant « ses plus profonds regrets » devant l’escalade. Les Français semblent avoir jugé que la bataille de Maaten al-Sarra constitue une victoire trop complète pour Habré, laissant planer le risque que le raid soit la première étape d’une invasion générale de la Libye, ce que la France veut éviter à tout prix. C’est pourquoi, le 11 septembre, le président français Mitterrand presse Habré d’accepter un cessez-le-feu avec Kadhafi. Le dirigeant libyen a pour sa part déjà donné son assentiment en raison de la démoralisation interne en Libye et de l’hostilité étrangère. Même si le cessez-le-feu a fait l'objet de nombreuses violations mineures, il a largement tenu, mettant ainsi fin au conflit tchado-libyen.
Cependant, la défaite a également suscité chez Kadhafi une animosité latente envers la France et les États-Unis, ce qui a conduit le pouvoir libyen à soutenir ou organiser de nombreuses actions terroristes telles les attentats contre le vol Pan Am 103, volant de Londres à New York, au-dessus de Lockerbie, en Écosse, le 21 décembre 1988, et celui contre le vol UTA 772 de Brazzaville à Paris via N'Djaména, le 19 septembre 1989.